# El Plural
ElPlural.com es un diario de internet editado íntegramente en español desde el 19 de septiembre del año 2005. Se autodefine como medio progresista que conjuga la información con la opinión y que procurará ofrecer a sus lectores noticias propias de interés general. Su linea editorial es de izquierda socialista, contando con columnistas y colaboradores que han trabajado anteriormente con el PSOE.

## Historia
ElPlural.com nace como un proyecto del periodista catalán Enric Sopena, cuya experiencia previa venía de medios audiovisuales o escritos como La Vanguardia o Televisión Española. A pesar de este origen geográfico en Cataluña, las temáticas tratadas por ElPlural.com son de alcance nacional e internacional, y con el tiempo se ha consolidado una sección fija sobre Andalucía, junto a otras secciones autonómicas. A partir del año 2010, Enric Sopena pasó a ser accionista de la empresa editora del periódico, función que sumó a la habitual de director. Hasta entonces la propiedad de este medio se hallaba en manos de una sociedad vinculada a Lavinia TV.
El 22 de marzo de 2017, la Junta General de Accionistas de ElPlural.com aceptó la petición de jubilación de Enric Sopena como director del periódico, que pasó a ser Presidente 'Ad Meritum', condición que compatibilizó con la continuidad de su columna de opinión titulada 'Cabos Sueltos'.
La periodista Angélica Rubio pasó a ser desde entonces la directora de ElPlural.com, medio al que se incorporó en marzo de 2012. Hasta ese momento había ejercido como coordinadora de la sección de Economía del periódico.
El 30 de diciembre de 2024, después de la designación de Angélica Rubio como consejera de Radio Televisión Española, José María Garrido es designado por la Junta de Accionistas nuevo director de ElPlural.com. Desde 2015 también es Consejero Delegado de la empresa editora del periódico que tiene como subdirectores a los periodistas Javier Pardo y Luis Abascal. 

## Estructura
Los contenidos del periódico se estructuran en una sección de Política, otra de Economía, otra de Comunicación y otra de Sociedad. Además, ElPlural.com cuenta con una sección local de autonomías, centrada en Cataluña, Baleares y Andalucía. Esta última, desde el 26 de septiembre de 2016, está formada por la integración del periódico Andaluces Diario, dirigido por el periodista Antonio Avendaño que, tras su paso por el diario Público, pasa a ser parte de ElPlural.com. 
La sección de Opinión está compuesta por artículos y análisis convencionales, además de caricaturas gráficas de la serie "Los Calvitos", a cargo del humorista Patricio Rocco, alias Pat.
Al margen de las secciones habituales, el periódico incluye revistas variadas, como son El Telescopio —dedicada a Tecnología e Innovación—, La Pimienta de la Vida —centrada en gastronomía y estilo de vida—, Motor —sección de automovilismo asociada con la publicación Autofácil—, Playtime —magazine de ocio y cultura— y Fuera de Foco, dedicada a información más frívola, medios de comunicación y curiosidades de las redes sociales.

## Línea editorial
ElPlural.com se define como un periódico progresista y su línea editorial está orientada hacia la izquierda y la ideología socialdemócrata. Un número de sus columnistas y colaboradores tienen o han tenido vínculos directos con el PSOE: 
- Angélica Rubio: Directora del medio, fue asistente personal y de prensa del presidente José Luis Rodríguez Zapatero.
- José María Garrido: Subdirector de El Plural, fue secretario de organización del PSOE en San Sebastián de los Reyes y responsable de comunicación del Ayuntamiento de la misma localidad bajo administración socialista.
- Marcos Paradinas: Ex redactor jefe del medio, trabajó como director de comunicación de Juan Lobato, líder del PSOE en Madrid, y regresó al diario como coordinador de relaciones institucionales e innovación tras su salida del puesto en el partido.
- Sara Gil: Antes encargada de las redes sociales de El Plural, actualmente coordina las redes del PSOE a nivel nacional.